# Eugen Trapp (Beamter)
Eugen Trapp (* 24. Februar 1884 in Regensburg; † 6. November 1955 ebenda) war ein deutscher Beamter, Oberstudiendirektor und Heimatforscher.

## Leben
Trapp wurde als Sohn des Landgerichtspräsidenten Georg Trapp geboren. Er studierte in München und Würzburg und wurde Lehrer für alte Sprachen. Später arbeitete er als Oberstudiendirektor am Neuen Gymnasium Regensburg und Ministerialbeauftragter für das höhere Schulwesen der Oberpfalz und Niederbayerns. Trapp beschäftigte sich intensiv mit der Geschichte Regensburgs und der Oberpfalz. Er war ein Spezialist für die Kunstdenkmäler in Regensburg. Außerdem trug er mit vielen Veröffentlichungen zu den Chroniken der Dörfer der Oberpfalz bei. Er hinterließ ein kostbare Bibliothek zur Geschichte Regensburgs. Seine Forschungen veröffentlichte er in zahlreichen Schriften, die bis heute viel zitiert werden.
1952 wurde Trapp mit dem Verdienstkreuz des Verdienstordens der Bundesrepublik Deutschland ausgezeichnet.

## Werke (Auswahl)
- Bruckdorf 1052–1952 Ein Beitrag zur Ortsgeschichte Mit 10 Bildern von Eugen Trapp,  Verlag Josef Habbel, Regensburg, 1952
- Herzog Ludwig der Bärtige von Ingolstadt, in: Unser Heimatland 1952, Nummer 19.
- Herzog Albrecht III. der Fromme von Bayern, in: Unser Heimatland 1952, Nummer 21.
- Altbayerische Geschichten. 4. Karl Ludwig von der Pfalz, in: Unser Heimatland 1952, Nr. 2.
- Alte Regensburger Brauhäuser, in: Unser Heimatland 1952, Nr. 3, 4, 5, 6, 7.
- Margareta MauHasch, die „schöne“ Herrin von Tirol, in: Unser Heimatland 1952, Nr. 9.
- Die Weifen und Mathilde von Tuszien, in: Unser Heimatland 1952, Nr. 12.
- Als vor hundert Jahren die Brauerei Bischofshof verkauft werden sollte, in: Unser Heimatland 1952, Nr. 15, 16.
- Taxöldern, in: Oberpfalz 1952, S. 22 ff.
- Herzog Maximilians I. von Bayern Erhebung zum Kurfürsten, in: Unser Heimatland 1951, Nr. 5.
- Merkwürdigkeiten aus der Geschichte des Bischofshofes zu Regensburg, in: Unser Heimatland 1951, Nummer 9.
- Gesandtschaften und Geschäftsgang beim „immerwährenden“ Reichstag zu Regensburg (1663–1806) in: Jahresbericht 1950/51 des Neuen Gymnasiums Regensburg.
- Aus Alt-Kallmünz , Gerichtswesen, Beamte und Bürger, in: Oberpfalz 35 (1941), S. 35–39
- Regensburg in Geschichte und Kunst, Regensburg, 1924.
- Das Regensburger Hilfswerk 1923 – Weihnachts-Sammlung für die notleidende Bevölkerung, Druck Gebrüder Habbel, Regensburg; Großformat, 1924
- Die Regensburger Reichstage, Regensburg: Habbek, 1921
- Aus Regensburgs Vergangenheit. Allerlei Bilder aus den letzten Jahrzehnten der reichsstädtischen Geschichte. Nach gleichzeitigen Druckschriften und Akten, Regensburg, Habbel Verlag, 1920